# Adenanthos cacomorphus
Adenanthos cacomorphus (лат.) — кустарник, вид рода Аденантос (Adenanthos) семейства Протейные (Proteaceae), эндемик Западной Австралии.

## Ботаническое описание
Adenanthos cacomorphus — деревянистый кустарник высотой до 1 м с небольшим лигнотубером. Мягкие опушённые листья имеют более или менее треугольную форму с 3-5 (иногда до 7) вершинными лопастями. Одиночные розовые цветки состоят из ярко-розового околоцветника длиной около 2,5 см и цветоножки до 3,5 см в длину. Цветёт в более тёплые месяцы с ноября по март. Вид похож на своего близкого родственника Adenanthos cuneatus, но имеет более глубоко лопастные листья и другой цвет цветков.

## Таксономия
Ботанические образцы этого вида были собраны еще в 1969 году, но описание было опубликовано лишь в 1978 году, когда ирландский ботаник Эрнест Чарльз Нельсон выпустил тщательную редакцию рода Аденантос. Он опубликовал этот вид на основе типового образца, собранного Кеннетом Ньюби в национальном парке Фицджералд-Ривер в 1974 году. Исследования пыльцы этого вида до публикации показали, что некоторые зёрна пыльцы были «сильно деформированы», не имели своей обычной треугольной формы и имели больше обычных трёх пор. Поэтому Нельсон выбрал видовой эпитет cacomorpha от древнегреческого kakos, «уродливый», и morphe, «форма».
Нельсон вслед за Джорджем Бентамом разделил Аденантос на две части, поместив A. cacomorphus в секцию Adenanthos sect. Adenanthos потому, что трубка околоцветника у него прямая и не вздута выше середины. Далее он разделил раздел на два подраздела, при этом A. cacomorpha поместил в секцию A. Adenanthos по причинам, включая длину его околоцветника. Однако Нельсон отказался от собственных подразделов в своей трактовке аденантоса 1995 года для серии монографий «Флора Австралии». К этому времени Международный кодекс ботанической номенклатуры издал постановление, согласно которому все роды, оканчивающиеся на -anthos, должны рассматриваться как имеющие мужской пол, поэтому A. cacomorpha стал A. cacomorphus.
A. cacomorphus имеет много характеристик, общих или промежуточных между двумя видами, с которыми пересекается его ареал, A. cuneatus и A. flavidiflorus. Последние виды считаются наиболее родственными ему видами, и возможно, A. cacomorphus возник как гибрид между ними.

## Распространение и местообитание
A. cacomorphus — эндемик Западной Австралии. Ареал вида ограничен Национальным парком Фицджералд-Ривер и его окрестностями. Встречается в квонгане, где растёт на песке или песчаном гравии.

## Охранный статус
Вид классифицирован как «Приоритет 2 — плохо изученный» в Списке редких и приоритетных видов флоры Департамента окружающей среды Западной Австралии. То есть, это таксон, который известен по нескольким популяциям, по крайней мере, некоторые из которых не считаются находящимися под непосредственной угрозой.
Международный союз охраны природы классифицирует природоохранный статус вида как «виду, для оценки угрозы которому недостаточно данных».

## Культивирование
Вид неизвестен в культуре, так как встречается довольно редко и не имеет преимуществ перед аналогичным и более распространённым A. cuneata.